# Gudrun Oltmanns

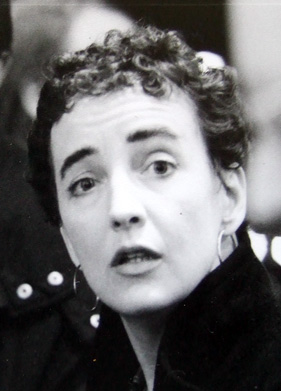
Gudrun Oltmanns

Gudrun Oltmanns (* 20. August 1959 in Olbernhau; † 24. November 2001 in Dresden) war eine deutsche Künstlerin.

## Leben
Die Künstlerin Gudrun Oltmanns wurde 1959 in Olbernhau im Erzgebirge als viertes Kind des Ehepaars Günther und Brigitte Oltmanns geboren. Der Vater war Pfarrer, die Mutter Bibliothekarin. Ihre Kindheit verbrachte sie in Deutschneudorf, bis die Familie 1969 nach Possendorf bei Dresden zog.
1975 schloss sie die Polytechnische Oberschule ab und begann eine Lehre als Holzbildhauerin im VEB Stilmöbel Rabenau. In den ersten beiden Jahren ihrer Lehre besuchte sie parallel dazu den Zeichenzirkel im Edelstahlwerk Freital unter Leitung von Werner Haselhuhn. Im Jahr 1979 folgte der Abschluss der Lehre und für einige Monate die Beschäftigung als Hilfskraft in der Kinderpsychiatrie in der Stadt Wechselburg, wohin die Familie zwischenzeitlich umgezogen war.
1980 zog sie nach Dresden, um an der Hochschule für Bildende Künste im Abendschulkurs ihr Abitur zu machen. In dieser Zeit verdiente sie ihren Lebensunterhalt als Kantinenbetreiberin (1980/82), bei der Post (1982/83) und als Backstubenhilfe im Café am Körnerplatz in Dresden-Loschwitz (1983/84). Anschließend schrieb sie sich 1984 ebenfalls an der HfBK für das Studium der Plastik/Bildhauerei ein. 1989 diplomierte Gudrun Oltmanns bei Professor Klaus Schwabe.
1986 bezog sie eine Wohnung im historischen Gebäude Alte Feuerwache Loschwitz, in dem sie ab diesem Zeitpunkt wohnte und arbeitete. 1991 besetzten Loschwitzer Künstler und Kunststudenten das Haus. Noch im selben Jahr gründete sie zusammen mit anderen Absolventen der Hochschule für bildende Künste in Dresden den Verein „Alte Feuerwache Loschwitz e.V.“, um die Auslebung künstlerischer Kreativität zu fördern und zu unterstützen.
Ihre Afrikareisen nach Marokko (1992) und Ghana mit dem Bildhauer Thomas Reichstein (1995), letztere durch ein Stipendium der Südstahl-Werkstiftung von Charlotte Tangerding ermöglicht, beeinflussten sie sehr stark in ihrem Stil und prägten ihre künftiges Schaffen. Ab diesem Zeitpunkt wurde ihr Leben jedoch immer mehr von ihrer Krebserkrankung bestimmt. Aus diesem Grund zog sie 1998 von der Alten Feuerwache um ins nahegelegene Künstlerhaus Dresden-Loschwitz.
Am 24. November 2001 starb die Künstlerin an den Folgen ihrer Erkrankung.

## Werk
Anlässlich ihres 50. Geburtstags formulierte Volker Lenkeit in seinen Gedanken zu Gudrun Oltmanns:

„Als Künstler gottgleich schuf sie ihre Wesen aus Ton, in den Formen des Lebens, dem Samenkorn, dem Halm und immer wieder die menschliche Figur, löste sie die Schwere der Erde auf und kombinierte ihre scheinbar unvollkommenen Figuren oft mit der Perfektion der Natur.“

Gudrun Oltmanns kreierte hauptsächlich Plastiken, Zeichnungen und Drucke, wobei sie auf die Techniken Lithographie und Monotypie spezialisiert war. Das Motiv der natürlichen Leichtigkeit zieht sich durch alle ihre Werke.
Bei plastischen Arbeiten verwandte sie bevorzugt Ton und verband diesen mit Naturmaterialien wie Körnern, Halmen, Früchten oder Federn. Daher lässt sich ihr Schaffen großteils als eine Auswirkung der Arte Povera einordnen. Ihre Zeichnungen stechen hervor durch generelle Einfachheit, spröde Linienführung und gezielt seltene Verwendung von Farbe, wodurch der Fokus des Betrachters auf Details gelenkt wird.
Ihre Afrikareisen bestätigten Gudrun Oltmanns in der Wahl ihrer künstlerischen Mittel. Sie fand dort einfache Materialien, bescheiden lebende Menschen, gleißende Sonne und ließ sich dadurch inspirieren. Die Eindrücke verarbeitete sie zu Werken, die in der Ausstellung „Reiseerinnerungen“ in der Galerie am Damm Dresden (Körnerplatz 10) gezeigt wurden.

## Nachleben
Das letzte Werk Gudrun Oltmanns ist die Lithographie-Mappe anlässlich des zehnjährigen Jubiläums Kunstverein Alte Feuerwache Loschwitz. Diese Mappe konnte sie nicht mehr vollenden.
Im Jahr 2009 hätte sie ihren 50. Geburtstag gefeiert. Zur Ehrung Gudrun Oltmanns’ wurden Teile ihres Nachlasses in einer Doppelausstellung in Dresden-Loschwitz gezeigt. Die Galerie der Alten Feuerwache stellte ein breites Spektrum ihrer Werke vor; die Galerie am Damm wandte sich ihrem „Elementarereignis Afrika“ zu.

## Ausstellungen und Ausstellungsbeteiligungen
- 1987/88/89 „Frühlingssalon“ Studentenausstellung der Hochschule für Bildende Künste Dresden
- 1988 Stadttheater Meißen
- 1989 „Junge Berliner Kunst“ am Fernsehturm Berlin
- 1990 Studentenausstellung der HfBK Dresden und der Fachhochschule Hannover
- 1991 Gemeinschaftsausstellung im Kunstverein Schloß Röderhof bei Halberstadt
- 1991 „Vier1“, Leonhardi-Museum, Dresden
- 1992 „Fröhliche Verwicklung“, Leonhardi-Museum, Dresden
- 1992 „ALL&TAG“ Workshop, Galerie Nord, Dresden
- 1992 „Handzeichnungen der Künstler des Vereins“, Kunstverein Alte Feuerwache Loschwitz e.V., Dresden
- 1993 „Keramik – Freifeuerofen in Saalfeld. Sommerwerkstatt 1993“, Saalfeld
- 1993 Personalausstellung „Der Besitz von Tontauben“, Kunstverein Alte Feuerwache Loschwitz e.V., Dresden
- 1993 Austauschausstellung, Oltmanns Thema „die Ankunft der Bienenkiste“, Kunstfabrik Potsdam
- 1994 „Vereinsmeyerey“ Kunstverein Alte Feuerwache Loschwitz e.V., Dresden
- 1994 „Zeit – Blick. Kunstlandschaft in Sachsen“, 1. Sächsische Kunstausstellung nach 1928, Dresdner Schloss
- 1995 „4. Sommerwerkstatt Keramik-Projekt Freifeuerofen“ zum Keramiksymposium, Saale-Galerie, Saalfeld
- 1995 „Ofenfigur im Brennhaus. Metapher eines Brennofens“, Töpferei Christine Freigang Bürgel/Jena
- 1995 „IV Pro Saxoniae 1995“ Lithographiesymposium, Neue Chemnitzer Kunsthütte, Chemnitz
- 1995 „Miniatur“, Galerie am Damm, Dresden
- 1996 „Kleines Hygienemuseum“: Installation während des Herbstfestes „5 Jahre Feuerwache“, Dresden
- 1997 „Reiseerinnerungen. Gudrun Oltmanns“, Galerie am Damm, Dresden, Personalausstellung
- 1997 „Echo/Regen“, Galerie Adlergasse, Dresden
- 1997 „Zwei mal zwei“, Galerie Kasten, Dresden und Mannheim
- 1997 „5 Jahre Keramiksymposien in Saalfeld“, Thüringer Heimatmuseum, Saalfeld
- 1998 „Immer wieder Künstlerhaus“ Kunstverein Alte Feuerwache Loschwitz e.V., Dresden
- 1998 „Schloßavancen“ Schloss Klippenstein, Radeberg, Monotypien
- 2001 „A eins“, Kunstverein Alte Feuerwache Loschwitz e.V., Dresden
- 2009 „Gudrun Oltmanns - Nachlass“, Kunstverein Alte Feuerwache Loschwitz e.V., Dresden